# Fürstenstein (Kärnten)

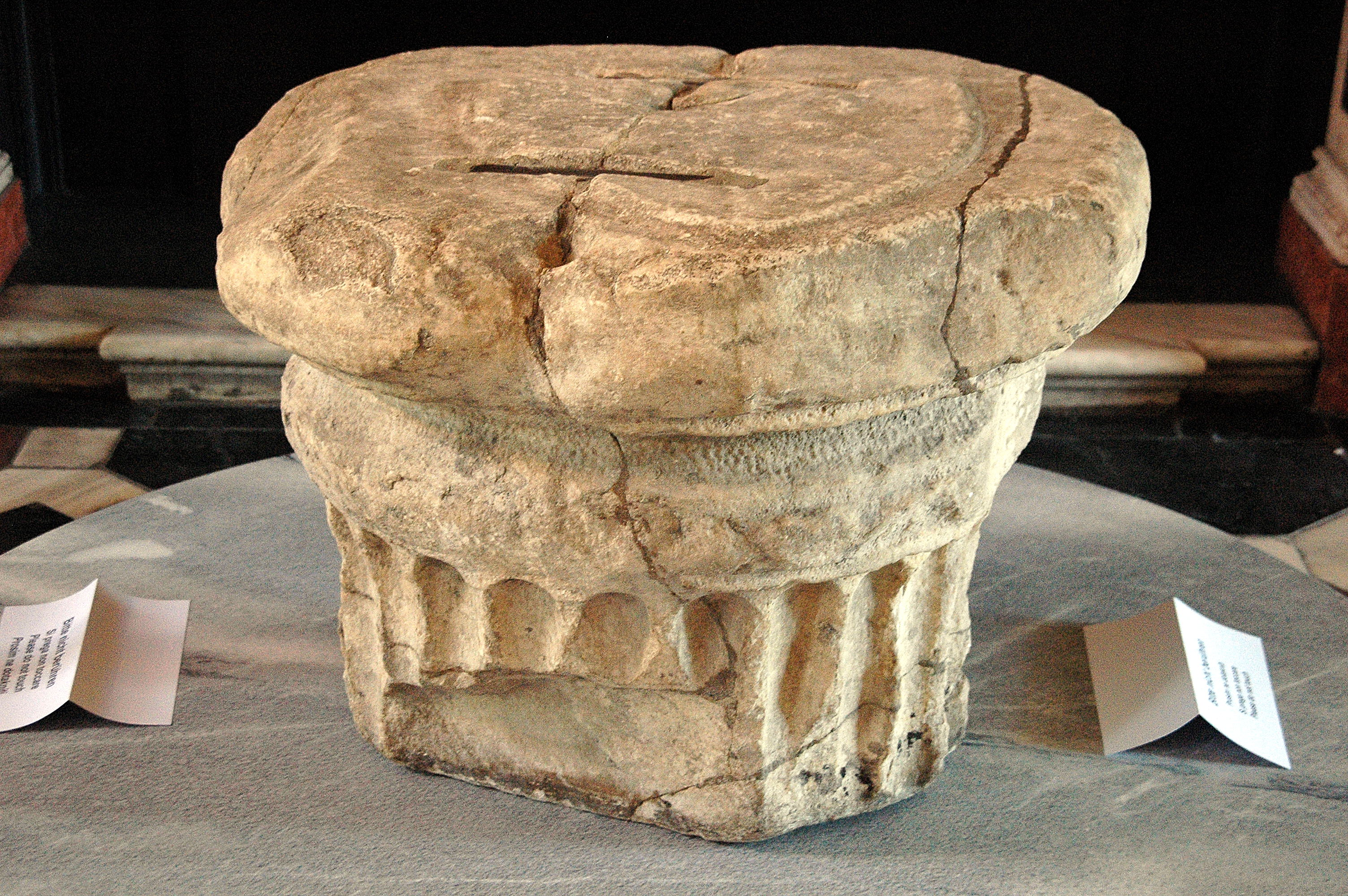
Der seit März 2006 im Wappensaal des Klagenfurter Landhauses aufgestellte Fürstenstein

Der Fürstenstein (slowenisch Knežji kamen) ist ein historischer behauener Stein, der heute im Landhaus Klagenfurt ausgestellt ist. Er gilt als das älteste Rechtsdenkmal Kärntens und diente nach verbreitetem Glauben dazu, die nach der slawischen Besiedlung von Kärnten in Karnburg am Zollfeld residierenden Fürsten von Karantanien rituell einzusetzen. Allerdings bestehen heute in der Wissenschaft ernste Zweifel, ob die Herrschaft solcher karantanischer Fürsten sich je über die Karawanken nach Süden erstreckte.

## Geschichte und Bedeutung

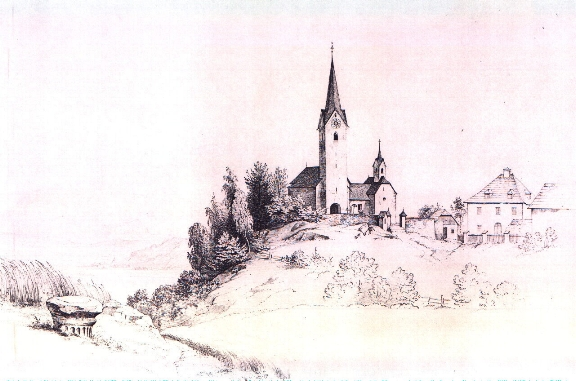
Der Fürstenstein in seiner Mitte des 19. Jahrhunderts vorgefundenen Position nahe der Pfarrkirche von Karnburg (nach einer Darstellung von Markus Pernhart, um 1860)

Um das Jahr 600 wurde hier das erste unabhängige slawische Staatsgebilde Europas gegründet. Dieser Brauch wurde später durch die Kärntner Herzöge ab 976 n. Chr. aufgegriffen und in das Ritual der Kärntner Herzogseinsetzung integriert. Der Fürstenstein bildete später, neben dem erst im 9. Jahrhundert entstandenen Herzogstuhl, das zweite wichtige, aber deutlich ältere Rechtsdenkmal der mittelalterlichen Geschichte Kärntens.
Er besteht aus dem umgedrehten Basisteil einer römisch-ionischen Säule, die aus Virunum, der Hauptstadt der römischen Provinz Noricum, stammt. Auf der Oberfläche des Steines wurde im Mittelalter das Kärntner Wappen eingemeißelt. Bis 1862 befand sich der Fürstenstein im Blachfeld, nordwestlich der Pfarrkirche von Karnburg. Danach wurde er vom Geschichtsverein für Kärnten erworben, der als Ausstellungsort den Großen Wappensaal des Klagenfurter Landhauses auserkoren hatte. Von 1905 bis November 2005 befand sich der Fürstenstein in der Aula des Kärntner Landesmuseums. Vier Monate lang wurde er im Foyer der Landesregierung in Klagenfurt gezeigt, ehe er seit März 2006 wieder im Großen Wappensaal des Landhauses zu besichtigen ist.
1161 wird der Fürstenstein erstmals als „sedes Karinthani ducatus“ erwähnt, eine weitere Erwähnung findet sich im „Liber certarum historiarum“ des Abtes Johann von Viktring aus dem 14. Jahrhundert, der über die Erhebung Meinhards II. von Görz-Tirol zum Herzog im Jahr 1286 berichtet: Meinhard wurde die Macht von einem auf dem Fürstenstein sitzenden Freibauern übertragen, nach der formalen Unterordnung unter den neuen Herzog nahm dieser den Platz auf dem Fürstenstein ein. Die Zeremonie endete auf dem Herzogsstuhl.
Zuletzt wurde der Fürstenstein am 18. März 1414 bei der Einsetzung Herzog Ernsts des Eisernen von Habsburg benutzt. Der ursprüngliche Ort der Inthronisation der karantanischen Fürsten ist vermutlich im Nahbereich der Pfarre Karnburg am Zollfeld, nördlich von Klagenfurt anzusiedeln. Die Zeremonie wies auf eine bäuerlich-demokratische Tradition hin, die auf Slowenisch abgehalten wurde.

## Abbildung des Fürstensteins auf der slowenischen 2-Cent-Münze

Der Fürstenstein auf der slowenischen 2-Cent-Münze

Als Slowenien 1991 unabhängig wurde und eine eigene Währung, den Tolar, einführte, war auf den vorläufigen Geldscheinen eine Abbildung des Fürstensteins zu sehen, was zu heftiger Kritik in Teilen Kärntens führte, weil man dahinter Gebietsansprüche vermutete und den Fürstenstein teilweise sogar mit dem Herzogstuhl verwechselte. Als der Tolar 2007 durch den Euro abgelöst wurde, kam der Fürstenstein auf die nationale Seite der slowenischen 2-Cent-Münze. Manche Kärntner und einige österreichische Politiker kritisierten dies, weil sich der Fürstenstein in Österreich befinde und kein historisches Element der Republik Slowenien sei. Nach der Bekanntgabe der slowenischen Regierung, den Fürstenstein auf den 2-Cent-Münzen abzubilden, ließ der damalige Landeshauptmann Jörg Haider den Fürstenstein am 30. November 2005 aus dem Kärntner Landesmuseum demonstrativ in das Foyer des Gebäudes der Kärntner Landesregierung verbringen. Auf Haiders Initiative war der Fürstenstein von 2007 bis 2013 auf allen amtlichen Dokumenten und dem Briefpapier des Landes Kärnten als Symbol der Landesregierung abgebildet.